# Pterygioteuthis giardi
Pterygioteuthis giardi är en bläckfiskart som beskrevs av Fischer 1896. Pterygioteuthis giardi ingår i släktet Pterygioteuthis och familjen Pyroteuthidae.

## Underarter
Arten delas in i följande underarter:
- P. g. giardi
- P. g. hoylei